# Rezerva de speranță

Rezerva de speranță este o culegere de texte de presă ale istoricului Andrei Pippidi. Cartea a fost publicată la Editura Staff în 1995, adunând în mare parte articole și câteva transcripții din emisiuni mass-media, din prima jumătate a anilor 1990. 

## Prezentare
Cartea se deschide cu un articol scris de Pippidi în 1986, pentru a protesta împotriva demolării casei Iorga din Piața Victoriei. Articolul nu a fost publicat la acel moment de gazetele din țară, fiind difuzat de postul Radio Europa Liberă și tipărit după revoluție, în ziarul Adevărul.
O mare parte dintre articole au fost publicate în Revista 22. Articolele acoperă o varietate de subiecte, fiind incluse luări de poziție în apărarea regelui Mihai și monarhiei, împotriva politicianului extremist Corneliu Vadim Tudor și împotriva regimului Iliescu.

## Cuprins
| Titlu                                      | Publicat în/Difuzat   | Data                          | Pagini   |
| ------------------------------------------ | --------------------- | ----------------------------- | -------- |
| Despre o casă din București                | Adevărul              | 8 martie 1990                 | 5-7      |
| De la început…                             | Revista 22            | 20 ianuarie 1990              | 8-9      |
| Pentru Buna Cuviință                       | Revista 22            | 27 ianuarie 1990              | 10-11    |
| Fac eu politică?                           | Revista 22            | 9 martie 1990                 | 12-13    |
| Reflecții melancolice despre statui        | Revista 22            | 9 martie 1990                 | 14-15    |
| Europa noastră                             | Revista 22            | 16 martie 1990                | 16-17    |
| Al șaselea patriarh                        | Revista 22            | 13 aprilie 1990               | 18-19    |
| Cel care vine                              | Revista 22            | 13 aprilie 1990               | 20-21    |
| Nu sînt monarhist                          | Revista 22            | 20 aprilie 1990               | 22-23    |
| De ce?                                     | Revista 22            | 11 iunie 1990                 | 24-25    |
| Consecvența d-lui Drăgan                   | Europa                | 1990                          | 26-28    |
| La București e liniște                     | Revista 22            | 22 iunie 1990                 | 29-30    |
| Democrația bîtei                           | Revista 22            | 22 iunie 1990                 | 31-32    |
| Ce ne învață o aniversare                  | Revista 22            | 29 iunie 1990                 | 33-34    |
| O „Catedrală a Neamului”?                  | Revista 22            | 24 august 1990                | 35-36    |
| O pagină din Plutarh                       | Revista 22            | 26 octombrie1990              | 37-38    |
| Ce înseamnă a măguli o națiune             | Revista 22            | 14 septembrie 1990            | 39-40    |
| Datoria noastră                            | Revista 22            | 27 septembrie 1990            | 41-42    |
| Cuvinte pentru prietenii noștri            | Revista 22            | 16 noiembrie 1990             | 43-45    |
| După un an                                 | Revista 22            | 21 decembrie 1990             | 46-47    |
| Ne dați ori nu ne dați?                    | Revista 22            | 28 decembrie 1990             | 48-49    |
| Istorie mai veche și nouă de tot           | Revista 22            | 25 ianuarie 1991              | 50-52    |
| Martori, nu judecători                     | Revista 22            | 1 februarie 1991              | 53-54    |
| A cui e politica noastră externă?          | Revista 22            | 1 februarie 1991              | 55-56    |
| De ce n-avem un Malraux                    | Revista 22            | 8 februarie 1991              | 57-58    |
| Bruiajul                                   | Revista 22            | 15 februarie 1991             | 59-60    |
| Amărăciunea clarificărilor                 | Revista 22            | 22 februarie 1991             | 61-63    |
| Și Pârvan a fost pălmuit                   | Revista 22            | 22 februarie 1991             | 64-65    |
| Legalitate și legitimitate                 | Revista 22            | 1 martie 1991                 | 66-67    |
| Partidele etnice – o explicație            | Revista 22            | 8 martie 1991                 | 68-70    |
| A doua moarte a lui Enver                  | Revista 22            | 8 martie 1991                 | 71-72    |
| România și vecinii săi                     | Revista 22            | 15 martie 1991                | 73-74    |
| De bună voie și nesiliți de nimeni         | Revista 22            | 29 martie 1991                | 75-76    |
| Un avocat prea abil                        | România liberă        | 10 aprilie 1991               | 77-79    |
| O amintire                                 | Revista 22            | 26 aprilie 1991               | 80-81    |
| 10 mai                                     | Revista 22            | 10 mai 1991                   | 82-83    |
| Stîlpul de telegraf                        | Revista 22            | 17 mai 1991                   | 84-85    |
| Cum se fabrică un partid                   | Revista 22            | 24 mai 1991                   | 86-89    |
| O dreaptă, două, cîte?                     | Revista 22            | 31 mai 1991                   | 90-94    |
| O formă de canibalism                      | Revista 22            | 14 iunie 1991                 | 95-96    |
| Cartea                                     | Revista 22            | 2-9 august 1991               | 97-100   |
| Dreapta, de ieri pînă mîine                | Revista 22            | 9-16 august 191               | 101-102  |
| Pentru dreapta măsură                      | Revista 22            | 25 august-1 septembrie 1991   | 103-107  |
| De ce am să votez contra                   | Gazeta de Mureș       | 2-8 decembrie 1991            | 108-109  |
| 1 Decembrie                                | Revista 22            | 14 decembrie 1990             | 110-112  |
| Rezerva de speranță                        | Echinox               | XXIV, 6, 1992                 | 113-115  |
| Onor la rege                               | Revista 22            | 1-7 mai 1992                  | 116-117  |
| Rațiunea și natura                         | Revista 22            | 8-14 mai 1992                 | 118-119  |
| Contra prostiei violente                   | Revista 22            | 12-18 iunie 1992              | 120-122  |
| O statuie mai puțin                        | Revista 22            | 12-18 iunie 1992              | 123-125  |
| În ajun                                    | Revista 22            | 14 august 1993                | 126- 128 |
| Lecția votului                             | Revista 22            | 22-28 octombrie 1992          | 129-130  |
| Regalitatea și Marea Unire                 | România liberă        | 1 decembrie 1992              | 131-133  |
| În vremuri istorice                        | Revista 22            | 24-30 decembrie 1992          | 134-135  |
| Miturile trecutului, răspîntia prezentului | Revista 22            | 28 februarie- 5 martie 1992   | 136-144  |
| Europa și România: conflictul unor imagini | Lettre internationale | toamna 1992                   | 145-148  |
| Noi și ceilalți în trecut                  | Dilema                | 18-24 martie 1992             | 149-153  |
| Istorie și morală                          | Lettre internationale | primăvara 1993                | 154-158  |
| Un suflet de erou                          | Emisiune radio        | 1992                          | 159-160  |
| Recitind pe Lăcusteanu                     | Viața românească      | 1992                          | 161-165  |
| O „comedie umană” românescă                | Viața românească      | nedatat                       | 166-170  |
| Inevitabila dictatură                      | Viața românească      | nedatat                       | 171-174  |
| Semințele violenței                        | Emisiune radio        | 1993                          | 175-180  |
| Jocul memoriei și al uitării               | Revista 22            | 7-13 ianuarie 1993            | 181-186  |
| Omul destinului                            | România literară      | 19 iulie 1993                 | 187-190  |
| Falsa moarte a monarhiei                   | Memoria (Nr. 5)       | nedatat                       | 191-197  |
| Popas în mister                            | neprecizat            | nedatat                       | 198-200  |
| Despre ursita și firea românilor           | emisiune radio        | 1994                          | 201-202  |
| În marea tăcere a țării                    | Expres                | 30 noiembrie-6 decembrie 1993 | 203-204  |